# Barringtonia neocaledonica
Barringtonia neocaledonica là một loài thực vật có hoa trong họ Lecythidaceae. Loài này được Vieill. mô tả khoa học đầu tiên năm 1866.

## Hình ảnh

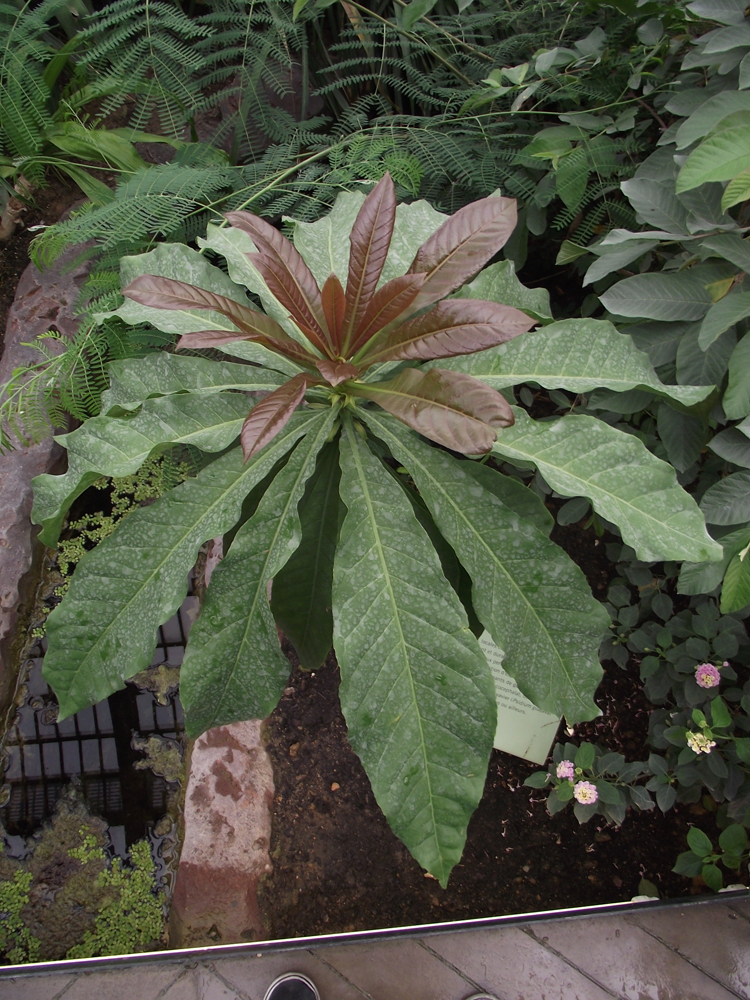